# Elecciones parlamentarias de Albania de 1997
Las elecciones parlamentarias de Albania fueron realizadas el 29 de junio de 1997 junto a un referéndum simultáneo sobre si la gente quería que se restaurada la monarquía, junto con una segunda vuelta para votar 32 escaños el 6 de julio. El resultado fue la victoria del Partido Socialista de Albania, quién ganó 101 de los 151 escaños. La participación electoral fue de un 72.6%.

## Resultados
| Partido                         | Votos     | %    | Escaños | +/-   |
| ------------------------------- | --------- | ---- | ------- | ----- |
| Partido Socialista de Albania   | 413.369   | 31.6 | 101     | +91   |
| Partido Democrático de Albania  | 315.677   | 24.1 | 24      | -98   |
| PSSH-PSDSH                      | 245.181   | 18.7 | 9       | Nuevo |
| Unidos por los Derechos Humanos | 41.157    | 3.2  | 4       | +1    |
| Alianza Democrática             | 36.380    | 2.8  | 0       | Nuevo |
| PSSH-PASH                       | 10.875    | 0.8  | 0       | Nuevo |
| PSSH-PUKSH                      | 9.106     | 0.7  | 0       | Nuevo |
| PDSH-PDKSH                      | 4.608     | 0.4  | 2       | Nuevo |
| Otros partidos                  | 231.670   | 17.7 | 0       | –     |
| Partido Republicano de Albania  | 231.670   | 17.7 | 1       | -2    |
| Frente Nacional                 | 231.670   | 17.7 | 1       | -1    |
| Independientes                  | 231.670   | 17.7 | 13      | Nuevo |
| Votos en blanco/nulos           | 104.906   | –    | –       | –     |
| Total                           | 1.412.929 | 100  | 155     | +15   |
| Fuente: Nohlen & Stöver         |           |      |         |       |